# جامعة سمنان
جامعة سمنان (بالإنجليزية: Semnan University)‏ هي جامعة، ومبنى، تأسست في 1973، في إيران.